# Kniptjärnen (Järna socken, Dalarna)
Kniptjärnen är en sjö i Vansbro kommun i Dalarna och ingår i Dalälvens huvudavrinningsområde.